# Franz Beyer (Musiker)
Franz Beyer (* 26. Februar 1922 in Weingarten; † 29. Juni 2018 in München) war ein deutscher Bratschist, Hochschullehrer und Herausgeber.

## Biografie

### Herkunft und Familie
Franz Beyer war der Sohn des Otto Paul Beyer, geboren in Heukendorf im Herzogtum Sachsen-Altenburg am 12. September 1885 und seiner zweiten Ehefrau Anna Günter, geboren in Schelklingen am 16. Juli 1895. Die erste Ehefrau seines Vaters, Marie Beyer, geborene Schmuker (* 1886), stammte ebenfalls aus Schelklingen, starb aber mit 32 Jahren an der Spanischen Grippe († 1918 in Weingarten). Während seiner Militärzeit war Franz Beyers Vater Hoboist im Infanterie-Regiment König Wilhelm I. (6. Württ.) Nro 124, stationiert in Weingarten. Franz Beyers Großvater Ernst (oder Christian) Bernhard Beyer (verheiratet mit Maria Amalie Beyer, geborene Wendler) war bereits Mitglied der Stadtpfeife in Heukendorf.
Nach der Militärzeit in Weingarten wurde Franz Beyers Vater dort ansässig und Musikleiter von Beruf. Ihm war es ein besonderes Anliegen, seine drei Kinder früh der Musik zuzuführen. So wurde die älteste Tochter Anna Maria (genannt Marianne) (* 15. Nov. 1919 in Weingarten; † 14. Januar 2023 in Weingarten) Cellistin. Dem Zweitgeborenen Franz wurde von seinem Vater ab dem fünften Geburtstag das Violinspiel beigebracht. Er absolvierte die Musikakademie in Trossingen.

### Laufbahn
Im Zweiten Weltkrieg geriet Franz Beyer 1944 in französische Kriegsgefangenschaft (Dijon), wo er im Lager ein von ihm organisiertes Kammerorchester leitete. Nach seiner Freilassung verlegte er sich auf die Viola (Bratsche). Er wurde nach Studienabschluss Mitglied im Stuttgarter Kammerorchester unter Karl Münchinger, beim Strub-Quartett (1951–1953), als häufiger Gast im Melos-Quartett und in Ensembles für Alte Musik wie der Cappella Coloniensis und dem Collegium Aureum.
Franz Beyer heiratete 1950 Anneliese Holder (* 1927; † 2018 in München). Aus der Ehe entstammen drei Söhne.
Von 1962 bis 1995 war er als Professor für die Fächer Viola und Kammermusik an der Musikhochschule München tätig. Ein erfolgreicher Schüler von ihm ist der Bratschist und Komponist Hans-Ulrich Breyer.

### Herausgeber musikalischer Werke
Beyer wurde vor allem als Herausgeber musikalischer Werke bekannt, insbesondere durch seine von der Edition Eulenburg in Zürich verlegten Neuausgabe von Wolfgang Amadeus Mozarts Requiem KV 626. Diese ist wegen ihres respektvollen Umgangs mit der überlieferten Fassung von Franz Xaver Süßmayr inzwischen international anerkannt. Sie war Grundlage der Einspielungen u. a. von Leonard Bernstein, Neville Marriner, Nikolaus Harnoncourt und Frieder Bernius.
Daneben bearbeitete, ergänzte und rekonstruierte Beyer zahlreiche Werke besonders der Wiener Klassik, so etwa Mozarts Pantalon und Colombine KV 446 (416d).

## Ehrungen
- 1983: Kulturpreis der Städte Ravensburg und Weingarten[4][5]
- 2002: Medaille „München leuchtet“
- 2003: Bundesverdienstkreuz I. Klasse
- Ehrenbürger der Stadt Weingarten